# 681

## Evenimente
- Fondarea Imperiului Bulgariei (Țarat). A durat până în 1018.

## Decese
- 10 ianuarie: Papa Agaton  (n. 574)
- dată necunoscută: Umm Salama soție a Mahomed (n. 596)